# 西部公园
西部公园（荷蘭語：Westerpark）是位于荷兰首都阿姆斯特丹阿姆斯特丹西的一座公园。